# FA Cup de 1875–76
| FA Cup 1875–76                    | FA Cup 1875–76                              |            |
| Dados                             | Dados                                       |            |
| --------------------------------- | ------------------------------------------- | ---------- |
| Participantes                     | 32                                          |            |
| Organização                       | The Football Association                    |            |
| Período                           | 23 de outubro de 1875 – 18 de março de 1876 |            |
| Campeão                           | Wanderers                                   |            |
| Vice-campeão                      | Old Etonians                                |            |
| \| ◄◄ 1874-75 \| \| 1876-77 ►► \| |                                             |            |
| ◄◄ 1874-75                        |                                             | 1876-77 ►► |

A Football Association Challenge Cup de 1875-76 foi a quinta edição da FA Cup , o torneio de futebol mais antigo da Inglaterra . Trinta e duas equipes entraram, três a mais que na temporada anterior, embora cinco das trinta e duas nunca tenham disputado uma partida.
O torneio foi disputado em sistema eliminatório do tipo-mata, em sistema semelhante ao da Copa do Mundo de 1934. Caso a partida terminasse empatada ao fim do tempo normal, jogava-se mais uma prorrogação, e se o empate persistisse na prorrogação, era agenda uma partida extra (Replay) para definir o vencedor de cada confronto.

## Primeira Fase[1]
| Data       | Mandante              | Placar | Placar | Placar | Visitante                |
| ---------- | --------------------- | ------ | ------ | ------ | ------------------------ |
|            |                       |        |        |        |                          |
| 23/10/1875 | Upton Park FC         | 1      | x      | 0      | Southall Town FC         |
| 23/10/1875 | Maidenhead United     | 2      | x      | 0      | Liverpool Ramblers       |
| 23/10/1875 | Wanderers             | 5      | x      | 0      | 1st Surrey Rifles        |
| 30/10/1875 | Barnes                | 0      | x      | 1      | Reigate Priory           |
| 03/11/1875 | Swifts FC             | 2      | x      | 0      | Marlow FC                |
| 06/11/1875 | Oxford University     | 6      | x      | 0      | Forest School            |
| 06/11/1875 | Panthers              | 1      | x      | 0      | Woodford Wells           |
| 06/11/1875 | Hertfordshire Rangers | 4      | x      | 0      | Rochester United         |
| 06/11/1875 | 105th Regiment        | 0      | x      | 0      | Crystal Palace           |
| 09/11/1875 | Old Etonians          | 4      | x      | 1      | Pilgrims FC              |
| 10/11/1875 | Royal Engineers       | 15     | x      | 0      | High Wycombe             |
| 10/11/1875 | Clapham Rovers        | W      | x      | O      | Hitchin Town             |
| 10/11/1875 | Cambridge University  | W      | x      | O      | Civil Service            |
| 10/11/1875 | Leyton FC             | W      | x      | O      | Harrow Chequers          |
| 10/11/1875 | Sheffield FC          | W      | x      | O      | Shropshire Wanderers F.C |
| 10/11/1875 | South Norwood         | W      | x      | O      | Clydesdale FC            |

| Data       | Mandante       | Placar | Placar | Placar | Visitante      |
| ---------- | -------------- | ------ | ------ | ------ | -------------- |
|            |                |        |        |        |                |
| 20/11/1875 | Crystal Palace | 3      | x      | 0      | 105th Regiment |

Obs: As equipes destacadas em negrito estão classificadas para as Oitavas-de-Final

## Tabela Final[1]
| Oitavas-de-Final               | Oitavas-de-Final               |                                | Quartas-de-Final               |                                | Semifinal |  | Final |  |  | Campeão |
| ------------------------------ | ------------------------------ | ------------------------------ | ------------------------------ | ------------------------------ | --------- |  | ----- |  |  | ------- |
|                                |                                |                                |                                |                                |           |  |       |  |  |         |
| Datas: 11/12/1875 e 18/12/1875 | Datas: 11/12/1875 e 18/12/1875 | Datas: 29/01/1876 e 31/01/1876 | Datas: 19/02/1876 e 26/02/1876 | Datas: 11/03/1876 e 18/03/1876 |           |  |       |  |  |         |
|                                |                                |                                |                                |                                |           |  |       |  |  |         |
| Reigate Priory                 | 0                              |                                |                                |                                |           |  |       |  |  |         |
|                                |                                |                                | Cambridge University           | 0                              |           |  |       |  |  |         |
| Cambridge University           | 8                              |                                |                                |                                |           |  |       |  |  |         |
|                                |                                |                                |                                |                                |           |  |       |  |  |         |
| Oxford University              | 0                              |                                |                                |                                |           |  |       |  |  |         |
|                                |                                |                                |                                |                                |           |  |       |  |  |         |
| Hertfordshire Rangers          | 2                              |                                |                                |                                |           |  |       |  |  |         |
|                                |                                |                                | Oxford University              | 4                              |           |  |       |  |  |         |
| Oxford University              | 8                              |                                |                                |                                |           |  |       |  |  |         |
|                                |                                |                                |                                |                                |           |  |       |  |  |         |
| Old Etonians                   | 1                              | 0                              |                                |                                |           |  |       |  |  |         |
|                                |                                |                                |                                |                                |           |  |       |  |  |         |
|                                |                                |                                |                                |                                |           |  |       |  |  |         |
| Old Etonians                   | 8                              |                                |                                |                                |           |  |       |  |  |         |
|                                |                                |                                | Old Etonians                   | 1                              |           |  |       |  |  |         |
| Maidenhead United              | 0                              |                                |                                |                                |           |  |       |  |  |         |
|                                |                                |                                |                                |                                |           |  |       |  |  |         |
| Old Etonians                   | 1                              |                                |                                |                                |           |  |       |  |  |         |
|                                |                                |                                |                                |                                |           |  |       |  |  |         |
| Clapham Rovers                 | 12                             |                                |                                |                                |           |  |       |  |  |         |
|                                |                                |                                | Clapham Rovers                 | 0                              |           |  |       |  |  |         |
| Leyton FC                      | 0                              |                                |                                |                                |           |  |       |  |  |         |
|                                |                                |                                |                                |                                |           |  |       |  |  |         |
| Campeão                        |                                |                                |                                |                                |           |  |       |  |  |         |
| Wanderers                      |                                |                                |                                |                                |           |  |       |  |  |         |
| Wanderers                      | 3                              | 3º Título                      |                                |                                |           |  |       |  |  |         |
|                                |                                |                                | Wanderers                      | 2                              |           |  |       |  |  |         |
| Crystal Palace                 | 0                              |                                |                                |                                |           |  |       |  |  |         |
|                                |                                |                                |                                |                                |           |  |       |  |  |         |
| Wanderers                      | 2                              |                                |                                |                                |           |  |       |  |  |         |
|                                |                                |                                |                                |                                |           |  |       |  |  |         |
| Sheffield FC                   | W                              |                                |                                |                                |           |  |       |  |  |         |
|                                |                                |                                | Sheffield FC                   | 0                              |           |  |       |  |  |         |
| Upton Park FC                  | O                              |                                |                                |                                |           |  |       |  |  |         |
|                                |                                |                                |                                |                                |           |  |       |  |  |         |
| Wanderers                      | 1                              | 3                              |                                |                                |           |  |       |  |  |         |
|                                |                                |                                |                                |                                |           |  |       |  |  |         |
| Royal Engineers                | W                              |                                |                                |                                |           |  |       |  |  |         |
|                                |                                |                                | Royal Engineers                | 1                              |           |  |       |  |  |         |
| Panthers                       | O                              |                                |                                |                                |           |  |       |  |  |         |
|                                |                                | Swifts FC                      | 1                              |                                |           |  |       |  |  |         |
|                                |                                |                                |                                |                                |           |  |       |  |  |         |
| Swifts FC                      | 5                              |                                |                                |                                |           |  |       |  |  |         |
|                                |                                |                                | Swifts FC                      | 3                              |           |  |       |  |  |         |
| South Norwood                  | 0                              |                                |                                |                                |           |  |       |  |  |         |
|                                |                                |                                |                                |                                |           |  |       |  |  |         |

## A Final[2][3]

### PRIMEIRA PARTIDA
| Função     | Nome                |
| ---------- | ------------------- |
|            |                     |
| Goleiro    | W.D.O. Greig        |
| Defensor   | Albert Stratford    |
| Defensor   | William Linsday     |
| Meio-Campo | Frederick Maddison  |
| Meio-Campo | Francis Birley      |
| Atacante   | Charles Wollaston   |
| Atacante   | Francis Heron       |
| Atacante   | Hubert Heron        |
| Atacante   | John Hawley Edwards |
| Atacante   | Jarvis Kenrick      |
| Atacante   | Thomas Hughes       |

| Função     | Nome                        |
| ---------- | --------------------------- |
|            |                             |
| Goleiro    | Quintin Hogg                |
| Defensor   | James Welldon               |
| Meio-Campo | Hon.Edward Lyttleton        |
| Meio-Campo | Albert Thomspon             |
| Atacante   | Arthur Kinnaird             |
| Atacante   | Charles Meysey              |
| Atacante   | Capt. William Kenyon-Slaney |
| Atacante   | Hon.Alfred Lyttleton        |
| Atacante   | Julian Sturgis              |
| Atacante   | Alexander Bonsor            |
| Atacante   | Herbert Alleyne             |

Árbitro: WS Buchanan (Clapham Rovers)
| Data       | Mandante  | Placar | Placar | Placar | Visitante    | Estádio         | Público |
| ---------- | --------- | ------ | ------ | ------ | ------------ | --------------- | ------- |
|            |           |        |        |        |              |                 |         |
| 11/03/1876 | Wanderers | 1      | x      | 1      | Old Etonians | Kennington Oval | 3.500   |

Gols:
Wanderers: John Hayley Edwards aos 35 minutos do primeiro tempo
Old Etonians: Alexander Bonsor aos 5 minutos do segundo tempo
Um dos destaques destas partidas finais é o fato de os irmãos Francis Heron e Huber Heron atuavam juntos pelo ataque dos Wanderers. Já no Old Etonians, eram duas duplas de irmãos. Os irmãos Edward Lyttleton e Alfred Lyttleton e os irmãos Charles Meysey e Albert Thompson.
No caso dos irmãos Charles Meysey e Albert Thompson, ambos tinham o mesmo sobrenome (Thompson), porém em 1874 Charles resolveu alterar seu sobrenome. No caso, Charles jogou a final com o nome de Charles Meysey e Albert de Albert Thompson. Essa foi a única vez em que duas duplas de irmãos jogaram por uma mesma em uma final de FA CUP.
Mais tarde naquele ano, Francis Birley casou-se com Margaret, irmã de seu companheiro de equipe Jarvis Kenrick. A equipe etoniana também incluiu Julian Sturgis, que nasceu nos EUA e foi o primeiro jogador estrangeiro a disputar a final da Copa (descontando os nascidos em países pertecentes no Império Britânico), além de Arthur Kinnaird, que capitaneou o Wanderers à vitória na final da FA Cup de 1873.
O Wanderers começou a partida com dois zagueiros, dois zagueiros e seis atacantes, enquanto o Old Etonians optou por jogar com um zagueiro, dois zagueiros e sete atacantes.
Wanderers ganhou o sorteio e optou por iniciar o jogo defendendo o final de Harleyford Road de The Oval. O público foi estimada em 3.500, o maior público para uma final da FA Cup até aquele momento. A partida foi disputada com vento forte, na medida em que, quando Frederick Maddison cobrou um escanteio para o Wanderers, o vendaval jogou a bola para fora do jogo. Os Wanderers dominaram os estágios iniciais do jogo, mas os Etonians os mantiveram afastados por cerca de 35 minutos até que Charles Wollaston iludiu Thompson e passou a bola para John Hawley Edwards, que chutou por baixo do travessão do gol dos Etonians para dar aos Wanderers a liderança.
No segundo tempo os Old Etonians tiveram o vento a seu favor e levaram a melhor no jogo. Cerca de cinco minutos após o intervalo, um escanteio para os etonianos levou a uma "scrimmage" (termo de uso comum na época para descrever um grupo de jogadores que lutava para ganhar a posse de bola) diante do gol adversário, o que resultou na bola e vários jogadores sendo forçados a ultrapassar a linha do gol, arrancando os postes no processo.
Fontes modernas creditam o gol a Alexander Bonsor, mas reportagens de jornais contemporâneos em The Sporting Life e Bell's Life em Londres não mencionam seu nome, apenas observando que o gol foi marcado "de um scrimmage". Nenhuma das equipes conseguiu marcar outro gol, e o jogo terminou com o placar empatado, o que significa que pela segunda temporada consecutiva seria necessário um replay para determinar os vencedores da competição.

### SEGUNDA PARTIDA
| Função     | Nome                |
| ---------- | ------------------- |
|            |                     |
| Goleiro    | W.D.O. Greig        |
| Defensor   | Albert Stratford    |
| Defensor   | William Linsday     |
| Meio-Campo | Frederick Maddison  |
| Meio-Campo | Francis Birley      |
| Atacante   | Charles Wollaston   |
| Atacante   | Francis Heron       |
| Atacante   | Hubert Heron        |
| Atacante   | John Hawley Edwards |
| Atacante   | Jarvis Kenrick      |
| Atacante   | Thomas Hughes       |

| Função     | Nome                        |
| ---------- | --------------------------- |
|            |                             |
| Goleiro    | Quintin Hogg                |
| Defensor   | Edgar Lubbock               |
| Meio-Campo | Hon.Edward Lyttleton        |
| Meio-Campo | Matthew Farrer              |
| Atacante   | Arthur Kinnaird             |
| Atacante   | James Stronge               |
| Atacante   | Capt. William Kenyon-Slaney |
| Atacante   | Hon.Alfred Lyttleton        |
| Atacante   | Julian Sturgis              |
| Atacante   | Alexander Bonsor            |
| Atacante   | Herbert Alleyne             |

Árbitro: William Rawson (Clapham Rovers)
| Data       | Mandante  | Placar | Placar | Placar | Visitante    | Estádio         | Público |
| ---------- | --------- | ------ | ------ | ------ | ------------ | --------------- | ------- |
|            |           |        |        |        |              |                 |         |
| 18/03/1876 | Wanderers | 3      | x      | 0      | Old Etonians | Kennington Oval | 3.500   |

Gols:
Wanderers: Charles Wollaston aos 30 minutos de jogo e Thomas Hughes aos 33 minutos do primeiro tempo e aos 5 do segundo tempo (Minuto 50 do jogo).
O replay ocorreu uma semana depois, no mesmo local. Os Wanderers colocaram em campo a mesma equipe da primeira, mas os Etonians tiveram que fazer uma série de mudanças, pois Meysey estava lesionado e outros três jogadores estavam indisponíveis devido a outros compromissos. Um dos substitutos, Edgar Lubbock, tinha se recuperado de uma lesão e estava visivelmente sem treino e ritmo de jogo. e Kinnaird ainda estava sofrendo os efeitos de uma lesão sofrida no primeiro jogo.
O clima no dia da partida estava extremamente frio, com ameaça de neve. Os etonianos começaram a partida de forma rude, e também houve muitos apelos dos jogadores pelo jogo com as mãos, o que atrapalhava o jogo. 
Depois de cerca de meia hora, os atacantes dos Wanderers avançaram em direção ao gol adversário e Charles Wollaston deu o chute final que mandou a bola para o goleiro Quintin Hogg, um dos jogadores substitutos trazidos para o replay. Quase imediatamente depois, outro ataque em massa dos Wanderers levou Thomas Hughes a dobrar a liderança.
Logo após o intervalo, Hawley Edwards, Francis Heron e Jarvis Kenrick combinaram em um ataque habilidoso e ajudaram Hughes a marcar seu segundo gol no jogo. Embora o goleiro dos Wanderers, WDO Greig, tenha sido chamado à ação várias vezes, os Etonians não conseguiram passar a bola por ele, e a partida terminou em 3 a 0 para os Wanderers. O capitão da equipe vencedora, Francis Birley, foi elogiado por seu desempenho pela imprensa, assim como os dois irmãos Lyttleton pelos Etonians.
Como ocorreu todos os anos até 1882, a equipe vencedora não recebeu o troféu no estádio no dia da partida, mas no final do ano em seu jantar anual.
Além de receber a Copa, a equipe vencedora recebeu uma medalha de ouro do comitê do Surrey County Cricket Club. Uma semana após o replay, quatro dos Wanderers vitoriosos foram escolhidos para representar Londres em uma partida contra um time equivalente de Sheffield. Apesar de sua presença, o London XI perdeu o jogo por 6-0.